# Флаг Моршанского района
Флаг муниципального образования Моршанский район Тамбовской области Российской Федерации — опознавательно-правовой знак, служащий официальным символом муниципального образования.

## История
Флаг утвержден 24 апреля 2013 года решением Моршанского районного Совета народных депутатов и 2 ноября 2011 года внесён в Государственный геральдический регистр Российской Федерации с присвоением регистрационного номера 8508.
13 декабря 2023 года Совет депутатов Моршанского муниципального округа принял решение, что символы Моршанского района переходят к Моршанскому муниципальному округу, а также принял новые редакции положений о гербе и флаге.
Решением Совета депутатов Моршанского муниципального округа от 24 января 2024 года в положения о гербе и флаге внесены изменения: документы дополнены рисунками герба и флага.

## Описание
Прямоугольное двухстороннее полотнище желтого цвета с отношением ширины к длине 2:3, несущее вдоль нижнего края полосу голубого цвета шириной 3/10 ширины полотнища. В середине полотнища изображены фигуры из герба Моршанского района, выполненные черным, зеленым, малиновым, белым и красным цветом.

## Символика
- сосна — символ лесов Моршанского района, занимающих более 1/3 территории района.
- конь — символ коневодства, развитого в районе с середины XIX века, когда в селе Ново-Томниково графом Илларионом Ивановичем Воронцовым-Дашковым был основан конный завод. В настоящее время это ОАО "Конезавод "Новотомниково", специализирующееся на разведении орловских рысаков;
- попона, украшенная фигурами из герба рода Воронцовых-Дашковых, дань памяти основателю конезавода.
- голубая часть полотнища — символ рек протекающих по территории Моршанского района, основной из которых является Цна.

Желтый цвет (золото) — символ высшей ценности, величия, богатства, урожая.
Голубой цвет (лазурь) — символ возвышенных устремлений, искренности, преданности, возрождения.
Зеленый цвет символизирует весну, здоровье, природу, молодость и надежду.
Малиновый цвет (пурпур) — символ власти, славы, почета, благородства происхождения, древности.
Черный цвет символизирует благоразумие, мудрость, скромность, честность.
Белый цвет (серебро) - символ чистоты, открытости, божественной мудрости, примирения.
Красный цвет (червлень) — символ труда, мужества, жизнеутверждающей силы, красоты и праздника.